# FC Hradec Králové
Der FC Hradec Králové ist ein tschechischer Fußballverein aus der nordostböhmischen Stadt Hradec Králové, der seit der Saison 2021/22 wieder in der höchsten Liga Tschechiens, der Fortuna Liga, spielt.

## Vereinsgeschichte
Der Verein wurde 1905 als SK Hradec Králové gegründet. 1919 gewann die Mannschaft im ostböhmischen Gau und nahm an der Endrunde um die tschechische Fußballmeisterschaft teil, verlor aber alle drei Spiele. 1922 erreichte der SK Hradec Králové das Finale um die tschechische Meisterschaft, verlor jedoch im Finale gegen Sparta Prag mit 0:7. 1930 erreichte der Klub die Endrunde um die tschechoslowakische Amateurmeisterschaft, scheiterte aber schon in der ersten Runde.
1934 scheiterte die Mannschaft nur knapp am Aufstieg in die 1. Liga, dies gelang erst nach dem Zweiten Weltkrieg 1955 unter dem Namen Spartak Hradec Králové. Nach nur zwei Spielzeiten stieg die Mannschaft 1958 wieder ab, schaffte aber den sofortigen Wiederaufstieg.
1959/60 wurde Spartak Hradec Králové als Aufsteiger sensationell Tschechoslowakischer Fußballmeister. Im Europapokal der Landesmeister scheiterte die Elf in der 2. Runde mit 0:4 und 1:1 am FC Barcelona. An diesem Erfolg konnte Spartak nicht anknüpfen und stieg 1964 wieder ab, nach nur einem Jahr allerdings wieder auf, darauf folgte umgehend der nächste Abstieg. 1972/73 gab der Klub ein weiteres einjähriges Gastspiel in der 1. Liga.
1975 stieg Hradec Králové gar in die 3. Liga ab, in der man 1975/76 nur den elften Rang belegte. 1977 gelang die Rückkehr in die zweithöchste Spielklasse. 1980 gelang der Mannschaft die Rückkehr in die 1. Liga, allerdings wieder nur für eine Saison. 1983 fiel Spartak wieder in die 3. Liga, die er nach nur einem Jahr wieder nach oben verlassen konnte. 1988/89 spielte man für ein Jahr in der 1. Liga, in der man sich ab 1990 für längere Zeit festsetzen konnte. 1995 gelang dem SK Hradec Králové mit dem Gewinn des tschechischen Fußballpokals eine große Überraschung. Im Europapokal der Pokalsieger schied Hradec Králové im Achtelfinale erst nach Elfmeterschießen gegen Dynamo Moskau aus.
2000 verabschiedete sich der SK aus der 1. Liga, schaffte aber nach nur einer Saison der Wiederaufstieg. Der nächste Abstieg folgte 2003. Anschließend spielte der 2005 in FC Hradec Králové umbenannte Verein in der 2. Liga, ehe in der Saison 2009/10 als Zweitligameister der Aufstieg in die Gambrinus Liga gelang. Nach abermaligem Abstieg 2013 folgte ein Jahr später der direkte Wiederaufstieg.

## Stadien
Bis 2017 trat der Club im Všesportovní stadion von 1966 an. In den letzten Jahren entsprach es nicht mehr den Anforderungen der Fortuna Liga und es wurde über Jahre ein Neu- bzw. Umbau geplant. Auf dem Grund der alten Heimat wurde die Malšovická aréna mit 9300 Plätzen errichtet. Während der Abriss- und Bauarbeiten trug der FC Hradec Králové seine Heimspiele in der Lokotrans Aréna in Mladá Boleslav aus.

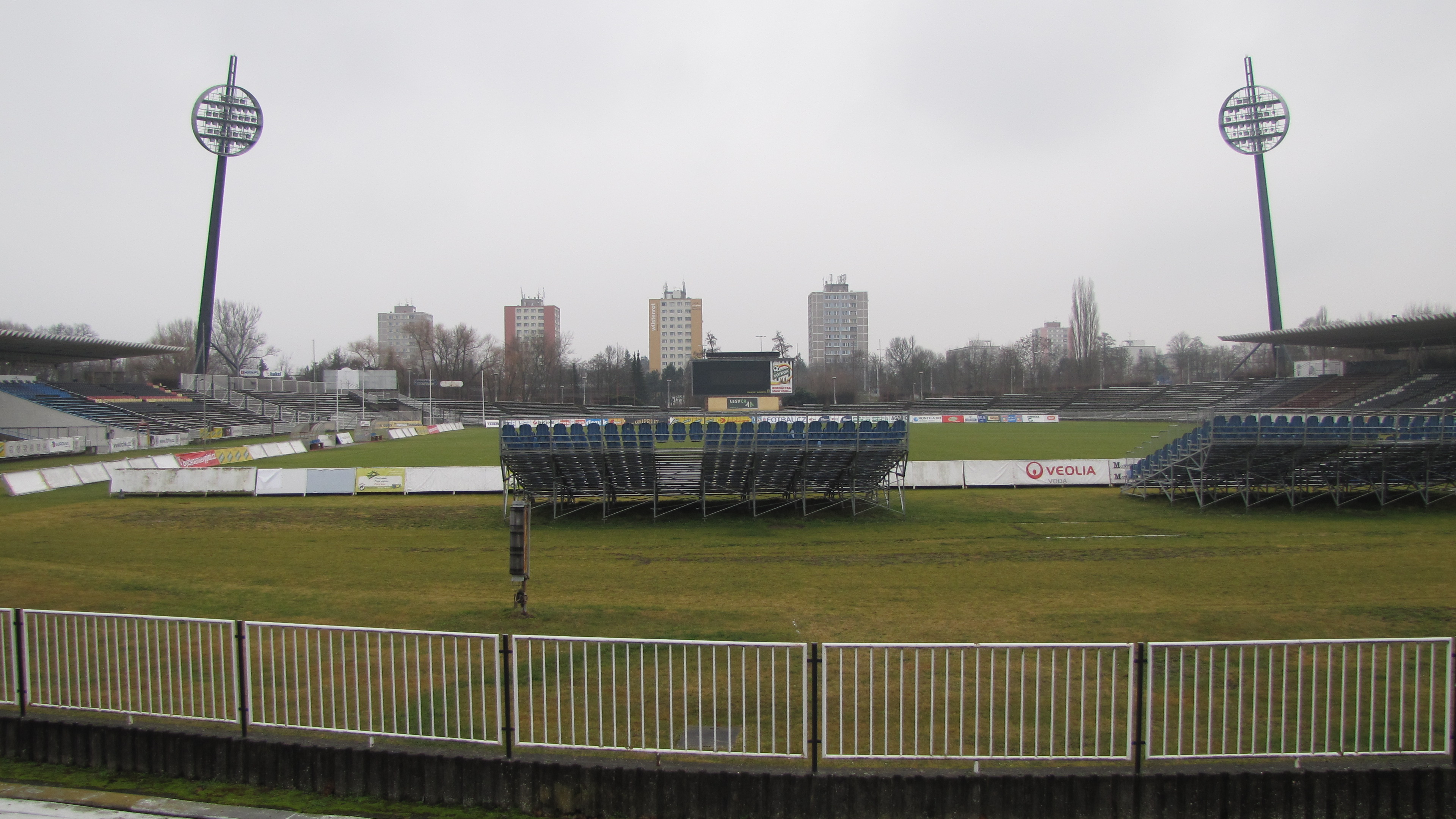
Das Všesportovní stadion im Januar 2014 mit der markanten Flutlichtanlage
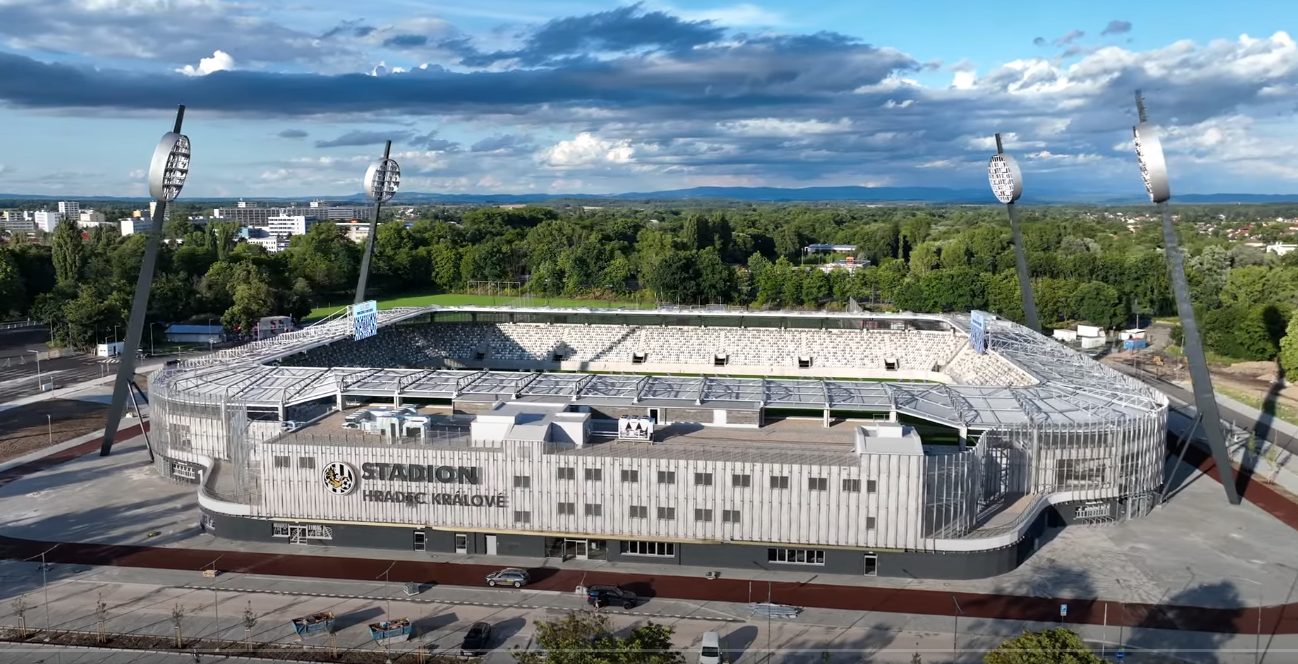
Die neue Malšovická aréna im Juli 2023

## Erfolge
- Tschechoslowakischer Meister 1959/60
- Tschechischer Pokalsieger 1994/95

## Internationale Wettbewerbe

### Mitropapokal
Teilnahme am Mitropapokal, einem der ersten internationalen Wettbewerbe im europäischen Fußball:
| Saison | Wettbewerb   | Runde        | Gegner               | Gesamt | Hin     | Rück    |
| ------ | ------------ | ------------ | -------------------- | ------ | ------- | ------- |
| 1962   | Mitropapokal | Gruppenphase | Dinamo Zagreb        | 4:4    | 3:2 (H) | 1:2 (A) |
| 1962   | Mitropapokal | Gruppenphase | Juventus Turin       | 4:3    | 2:3 (A) | 2:0 (H) |
| 1962   | Mitropapokal | Gruppenphase | Ferencvaros Budapest | 3:1    | 2:1 (H) | 1:0 (A) |

Gesamtbilanz: 6 Spiele, 4 Siege, 2 Niederlagen, 11:8 Tore (Tordifferenz +3)

### Europapokalbilanz
| Saison  | Wettbewerb                    | Runde         | Gegner              | Gesamt          | Hin     | Rück          |
| ------- | ----------------------------- | ------------- | ------------------- | --------------- | ------- | ------------- |
| 1960/61 | Europapokal der Landesmeister | Vorrunde      | CCA Bukarest        | 1               |         |               |
| 1960/61 | Europapokal der Landesmeister | 1. Runde      | Panathinaikos Athen | 1:0             | 1:0 (H) | 0:0 (A)       |
| 1960/61 | Europapokal der Landesmeister | Viertelfinale | CF Barcelona        | 1:5             | 0:4 (A) | 1:1 (H)       |
| 1995/96 | Europapokal der Pokalsieger   | Qualifikation | FC Vaduz            | 14:10           | 5:0 (A) | 9:1 (H)       |
| 1995/96 | Europapokal der Pokalsieger   | 1. Runde      | FC Kopenhagen       | 7:2             | 5:0 (H) | 2:2 (A)       |
| 1995/96 | Europapokal der Pokalsieger   | 2. Runde      | FK Dynamo Moskau    | 1:1 (1:3 i. E.) | 0:1 (A) | 1:0 n. V. (H) |
| 1998    | UEFA Intertoto Cup            | 1. Runde      | CS Hobscheid        | 2:1             | 0:0 (A) | 2:1 (H)       |
| 1998    | UEFA Intertoto Cup            | 2. Runde      | Debreceni VSC       | (a)1:1(a)       | 0:0 (A) | 1:1 (H)       |
| 1999    | UEFA Intertoto Cup            | 1. Runde      | FC Homel            | 1:1 (1:3 i. E.) | 1:0 (H) | 0:1 n. V. (A) |

Gesamtbilanz: 16 Spiele, 7 Siege, 6 Unentschieden, 3 Niederlagen, 28:12 Tore (Tordifferenz +16)

## Vereinsnamen
- 1905 – SK Hradec Králové (Sportovni klub)
- 1948 – TJ Sokol Hradec Králové  (Tělovýchovná jednota)
- 1949 – TJ Sokol Škoda Hradec Králové
- 1953 – Spartak ZVÚ Hradec Králové (Závody vitězného února)
- 1956 – Spartak Hradec Králové
- 1976 – TJ Spartak ZVÚ Hradec Králové
- 1989 – TJ Rudá hvězda ZVÚ Hradec Králové
- 1990 – SKP Spartak Hradec Králové (Sportovni klub policie)
- 1993 – SKP Formei Hradec Králové
- 1993 – SK Hradec Králové
- 2005 – FC Hradec Králové (Football Club)

## Trainer
- Josef Ludl (1956)
- Ferenc Szedlacsek (1958–1959)
- Jiří Zástěra (1959–1962)
- Dušan Uhrin (1980–1981)
- Dušan Radolský (1996)
- Jaroslav Hřebík (1997–1998)
- Petr Uličný (2000–2002)
- Leoš Kalvoda (2002)
- Martin Pulpit (2004)
- Juraj Šimurka (2004–2005)
- Oldřich Machala (2008–2009)

## Spieler
- Milan Frýda (1971–1983) Jugend, (1983–1984, 1992–1994) Spieler
- Jiří Hledík (1958–1968)
- Jan Mejdr (2020–2022)
- Karel Piták (1988–1999) Jugend, (1999–2001) Spieler
- Tomáš Poštulka (1994–1996)
- Ivo Ulich (1988–1993) Jugend, (1994–1996) Spieler
- Karel Urbánek (1991–1997)